# Vườn bách thú

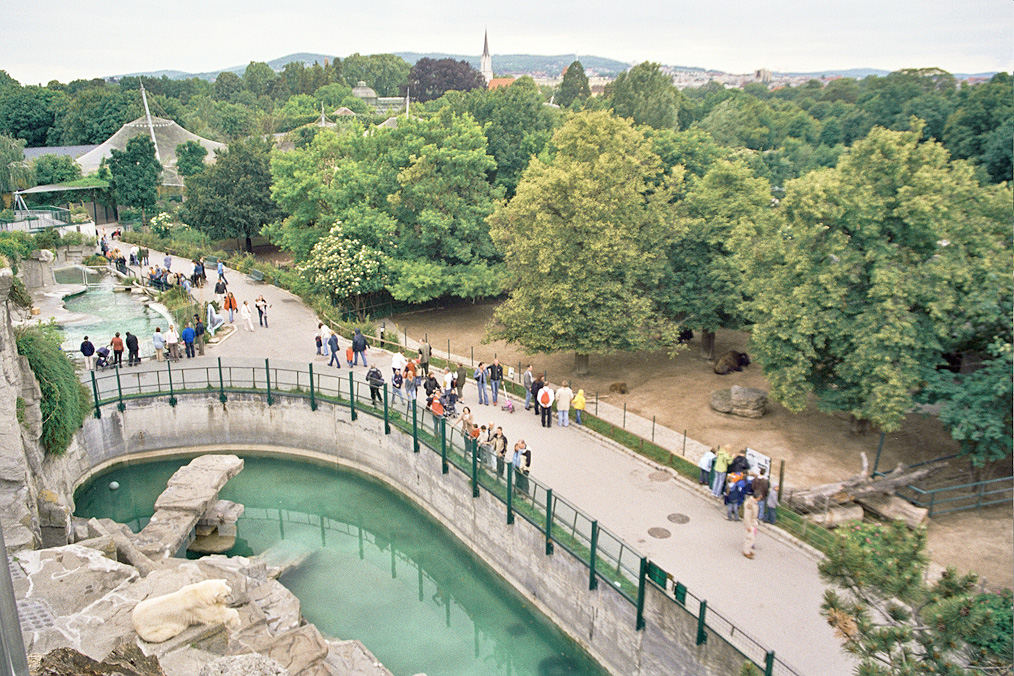
"Tiergarten Schönbrunn", Viên, sáng lập năm 1752 là vườn thú lâu đời nhất thế giới.

Vườn bách thú (tiếng Anh: zoo), thường gọi là vườn thú hay sở thú hay còn gọi là thảo cầm viên là một nơi mà nhiều loài động vật khác nhau được lưu giữ để mọi người có thể xem và theo dõi hoạt động của chúng. Vườn thú hiện đại không chỉ để cho mục đích giải trí, mà còn dùng cho các hoạt động giáo dục, nghiên cứu, và việc bảo tồn và bảo vệ động vật. Nhiều vườn thú là các trung tâm có chức năng bảo tồn động vật quý hiếm đang ở trong nguy cơ tuyệt chủng.
Những vườn thú hiện đại cũng muốn cung cấp cho các động vật một đời sống tự nhiên, để chúng có sức khỏe và có một đời sống bình thường như trong tự nhiên cũng như để cho quan khách có thể nhìn thấy các loài động vật tương tự như trong môi trường tự nhiên thay vì trong một vườn thú. Trong quá khứ, và thậm chí cả ngày nay, có rất nhiều vườn động vật không có các điều kiện như các loại vườn động vật hiện đại. Có các loài động vật được nuôi nhốt trong điều kiện rất tệ như: nuôi giữ trong lồng nhỏ khiến chúng buồn chán và bị bệnh.

## Hình ảnh

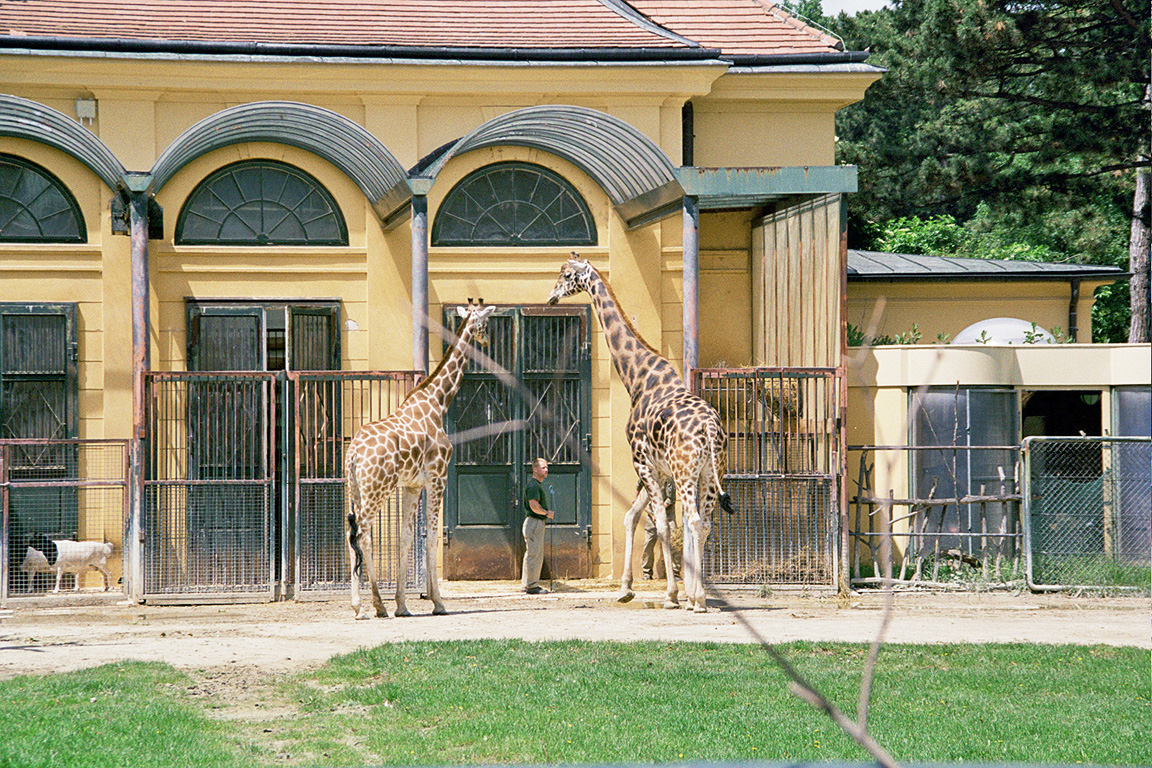
Hươu cao cổ tại vườn thú Tiergarten Schönbrunn, Viên.
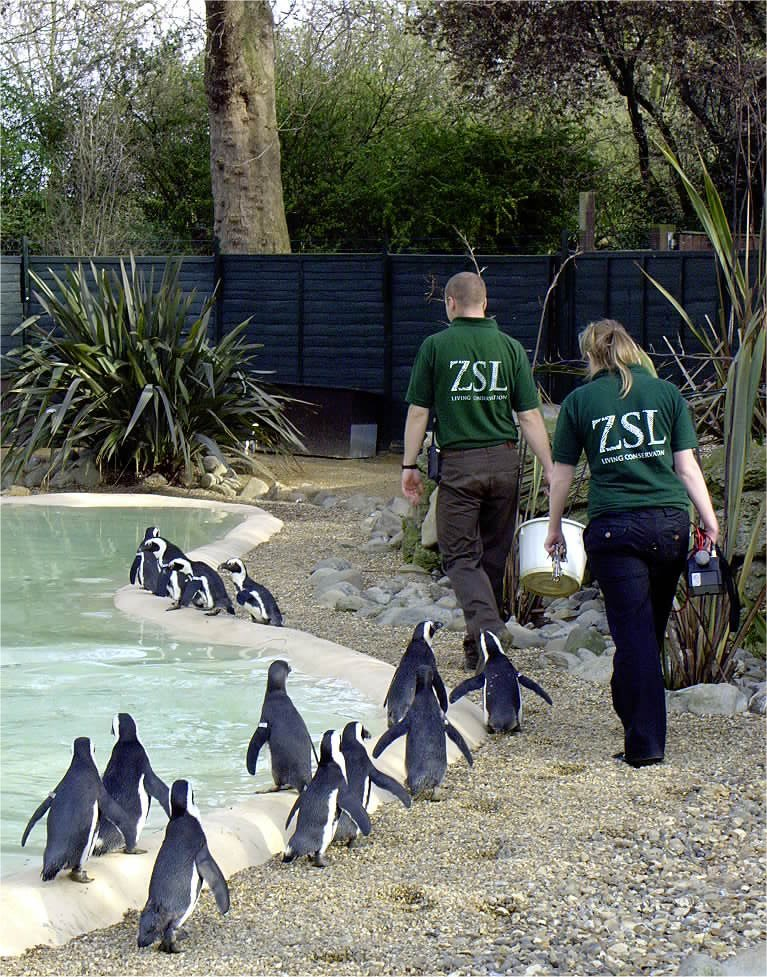
Chim cánh cụt tại sở thú London.
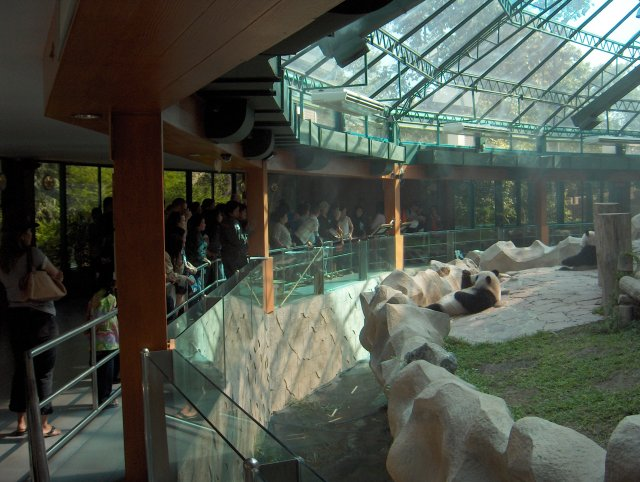
Gấu trúc tại sở thú Chiang Mai, Thái Lan.
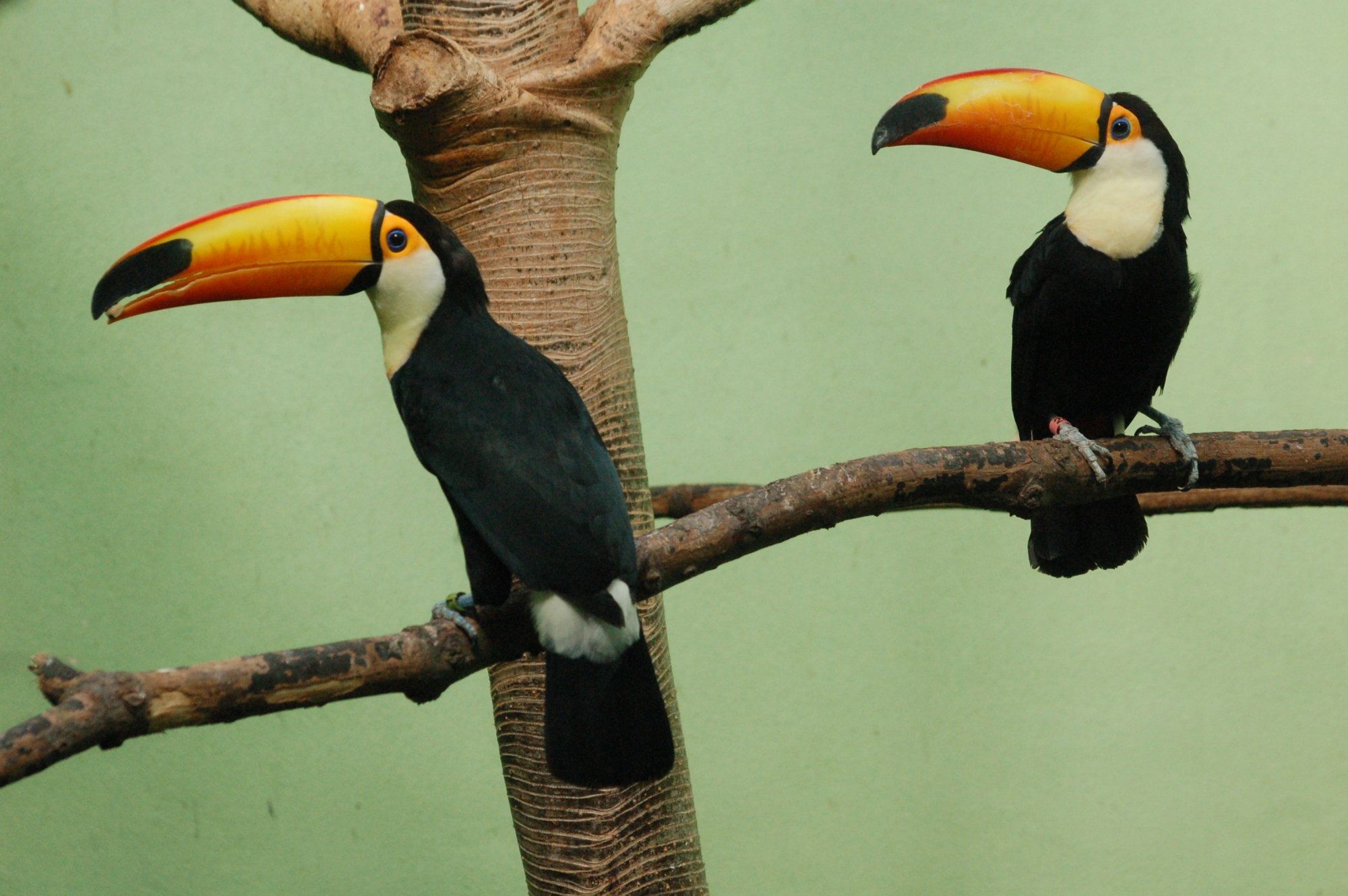
Chim Toucan tại vườn thú Bronx, Mỹ.

## Nghiên cứu thêm
- Blunt, Wilfrid (1976). The Ark in the Park: The Zoo in the Nineteenth Century, Hamish Hamilton, London. ISBN 0-241-89331-3
- Braverman, Irus (2012). Zooland: The Institution of Captivity, Stanford University Press, Stanford. ISBN 9780804783576.
- Conway, William (1995). "The conservation park: A new zoo synthesis for a changed world", in The Ark Evolving: Zoos and Aquariums in Transition, Wemmer, Christen M. (ed.), Smithsonian Institution Conservation and Research Center, Front Royal, Virginia.
- Hyson, Jeffrey (2000). "Jungle of Eden: The Design of American Zoos Lưu trữ ngày 17 tháng 12 năm 2008 tại Wayback Machine" in Environmentalism in Landscape Architecture Lưu trữ ngày 4 tháng 8 năm 2008 tại Wayback Machine, Conan, Michel (ed.), Dumbarton Oaks, Washington. ISBN 0-88402-278-1
- Hyson, Jeffrey (2003). "Zoos," in Encyclopedia of World Environmental History: O-Z, Krech, Shepard, Mc Neill, John Robert and Merchant, Carolyn (ed.), Routledge, London. ISBN 0-415-93735-3
- Maple, Terry (1995). "Toward a Responsible Zoo Agenda", in Ethics on the Ark: Zoos, Animal Welfare, and Wildlife Conservation, Norton, Bryan G., Hutchins, Michael, Stevens, Elizabeth F. and Maple, Terry L. (ed.), Smithsonian Institution Press, Washington. ISBN 1-56098-515-1
- Reichenbach, Herman (2002). "Lost Menageries: Why and How Zoos Disappear (Part 1)", International Zoo News Vol.49/3 (No.316) Lưu trữ ngày 1 tháng 5 năm 2008 tại Wayback Machine, April–May 2002.
- Robinson, Michael H. (1987a). "Beyond the zoo: The biopark", Defenders of Wildlife Magazine, Vol. 62, No. 6.
- Robinson, Michael H. (1987b). "Towards the Biopark: The Zoo That Is Not", American Association of Zoological Parks and Aquariums, Annual Proceedings.